# Javier Lozano Barragán
Javier Lozano Barragán   (Toluca de Lerdo, 26 de gener de 1933 - Roma, 20 d'abril de 2022) fou un cardenal mexicà i president emèrit del Consell Pontifici per a la Cura Pastoral dels Treballadors dels Serveis de Sanitat de la Cúria Pontifícia, des que el 18 d'abril de 2009 el Papa Benet XVI acceptà la seva renúncia pel límit d'edat.

## Biografia
Inicià la seva formació al seminari de Zamora de Hidalgo, Michoacán. Posteriorment va obtenir la seva llicenciatura en filosofia i el seu doctorat en teologia a la Pontifícia Universitat Gregoriana de Roma.

### Sacerdoci
Ordenat prevere el 1955 a Roma, va tornar a Mèxic, fent de professor i prefecte d'estudis al Seminari de Zamora. Després va ser nomenat encarregat de la formació permanent del clergat diocesà. President de la Societat Teològica Mexicana i Director de l'Institut de Teologia Pastoral de la Consell Episcopal Llatinoamericà (CELAM) a Medellín, Colòmbia. A més, és membre de l'equip de reflexió teològica del CELAM.
Assistí, en qualitat d'expert, a la III Conferència General de l'Episcopat Llatinoamericà, realitzada a la ciutat mexicana de Puebla de Zaragoza, entre el 27 de gener i el 13 de febrer de 1979.

### Episcopat
Elegit bisbe titular de Tunísia de Numídia i auxiliar de Mèxic el 5 de juny de 1979, va ser consagrat el 15 d'agost de 1979 pel cardenal Ernesto Corripio Ahumada, arquebisbe de Mèxic. El 28 d'octubre de 1984 va ser traslladat a la seu de Zacatecas. Per un altre costat, assistí a la IX Assemblea Ordinària del Sínode de Bisbes celebrada a la Ciutat del Vaticà entre el 2 i el 29 d'octubre de 1994.
Dos anys després, el 31 d'octubre de 1996, va ser nomenat President del Consell Pontifici per a la Cura Pastoral dels Treballadors dels Serveis de Sanitat. Renuncià al govern de la diòcesi i va rebre el títol d'arquebisbe ad personam el 7 de gener de 1997. Assistí a l'Assemblea Especial per a Europa del Sínode de Bisbes, celebrada al Vaticà entre l'1 i el 23 d'octubre de 1999. Assistí també a la X Assemblea Ordinària del Sínode de Bisbes al Vaticà, entre el 30 de setembre i el 27 d'octubre de 2001. a més, va ser l'enviat especial del Papa al X Dia Mundial del Malalt l'11 de febrer de 2002 a Vailankanni, Índia.

### Cardenalat
Creat cardenal diaca pel Papa Joan Pau II al Consistori del 21 d'octubre de 2003. Va rebre la birreta de cardenal i la diaconia de San Michele Arcangelo al consistori celebrat el 21 d'octubre de 2003. Va ser l'enviat especial del Papa per a les celebracions del XII Dia Mundial del Malalt a Lorda, França, l'11 de febrer de 2004; així com al XIII, celebrat a Yaoundé, Camerun, del 9 a l'11 de febrer de 2005.

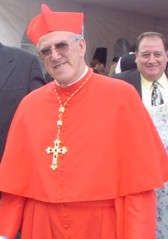
El cardenal Lozano Barragan

Lozano Barragán va ser un dels cardenals electors que van participar en el conclave de 2005 que trià el Papa Benet XVI.
El 18 d'abril de 2009, el Papa Benet XVI acceptà la dimissió del cardenal Lozano Barragán per motius d'edat, nomenat a Zygmunt Zimowski al capdavant del Consell Pontifici per a la Cura Pastoral dels Treballadors dels Serveis de Sanitat.
Havent servit 10 anys com a cardenal diaca, va ser promogut a cardenal prevere de Santa Dorotea pel Papa Francesc el 12 de juny de 2014.

## Opinions

### Avortament
El cardenal Barragán va expressar una forta oposició a l'avortament, especialment en referència a la píndola RU-486, que té efectes abortius sobre el fetus.

### Joan Pau II
El cardenal Lozano Barragán va estar entre els primers per promoure la canonització del Papa Joan Pau II després de la seva mort a l'abril de 2005, afirmant que la recuperació d'un noi que patia una leucèmia terminal, al qual el Papa beneí en la seva visita a la ciutat de Zacatecas el 12 de maig de 1990, va ser un miracle atribuïble a Joan Pau.

### Sida i contracepció
El 2006 es publicà que el cardenal Lozano Barragán estava preparant un informe pel Papa Benet on podia afirmar que fer servir condons era un mal menor quan una de les dues persones estava infectada amb el VIH. Malgrat tot, la història posteriorment va ser desmentida quan el cardenal declarà que no tenia l'autoritat per donar directives doctrinals definitives. A més, el Papa Benet afirmà el 2009 que l'amenaça de la SIDA no podia superar-se mitjançant la distribució de profilàctics: al contrari, ho incrementava.

### Eutanàsia
El cardenal Lozano Barragán va intervenir públicament en casos d'eutanàsia d'alt perfil, notablement Terri Schiavo i Eluana Englaro, els quals els va descriure com a assassinats.

### Homosexuals i transsexuals
Al desembre de 2009 una pàgina web publicà un informe del cardenal Lozano Barragán en el que deia que, mentre que l'Església veia l'homosexualitat com un insult a Déu, això no justificava la discriminació contra la gent gai i transsexual. El cardenal cità l'Epístola als Romans de sant Pau on deia que homosexuals i transsexuals mai no entrarien al Regne del Cel. Posteriorment clarificà que això no significava que cap homosexual individual no es pogués salvar, ja que l'existència de falta greu requereix no només de matèria greu, però també ple coneixement i consentiment, i ser homosexual és sovint causa de no culpa personal, sinó a l'educació i el medi ambient. Afirmant que la gent no neix homosexual, atribuí l'homosexualitat a motius com l'educació i el fracàs en desenvolupar la pròpia identitat durant l'adolescència.
Federico Lombardi, S.J., portaveu de la Santa Seu, afirmà que la pàgina web no han de ser considerada com una autoritat en el pensament catòlic «sobre qüestions complexes i delicades com l'homosexualitat». Pel magisteri de l'Església Catòlica sobre el tema, Lombardi va remetre als articles 2357-2359 del Catecisme de l'Església Catòlica, que estableixen que, mentre que "els actes homosexuals són intrínsecament desordenats", aquells que tenen tendències homosexuals "han de ser acollits amb respecte, compassió i sensibilitat" i "tot signe de discriminació injusta respecte a ells han d'evitar-se"

## Obra publicada
- Metabioethics and Biomedicine: Synthesis of Principles and Applications, 2006.
- Hacia el Tercer Milenio, Teología y Cultura.  Consejo Episcopal Latinoamericano, 1988. ISBN 9789586251174.
- La Enfermedad y la Vida Cristiana: El Misterio Del Sufrimiento Humano.  Vida y Espiritualidad, 2005. ISBN 9789972212031.
- Santo Domingo, puerta grande hacia el tercer milenio.  Consejo Episcopal Latinoamericano, 1994.
- Dios es amor: esbozo para una renovación de la Teología de la Caridad.  Ediciones Vida y Espiritualidad, 1992.
- Puebla: pueblo, liberación, educación.  Ediciones Paulinas, 1980.
- María en la historia de la salvación en América Latina.  CELAM, 1987. ISBN 9789586250078.
- Teología y medicina. Pontificio consejo para la pastoral de la salud. 2ª.  SELARE, 2000.
- Nuevos grupos religiosos.  Diócesis de Zacatecas, 1989.
- Por qué soy católico: respuesta a las sectas. 5ª.  Paulinas, 1996. ISBN 9789706121004.
- Una catequesis para la liberación del hombre de hoy.  Instituto de Pastoral Catequética, 1971.
- La Iglesia del pueblo: teologías en conflicto.  Centro de Estudios y Promoción Social, 1983.
- Sectas ¿Qué pensar?.  Conferencia Episcopal Mexicana, 1992.
- Relaciones iglesia-estado: instrucción doctrinal, 1992.
- ¿Qué pensar de las sectas?. 2ª.  Ediciones Paulinas, 1994. ISBN 9789706120137.